# たのしい幼稚園 (雑誌)
『たのしい幼稚園』（たのしいようちえん）は、講談社が発行している幼児向け雑誌。1956年11月に創刊。誌名の通り日本の幼稚園児に当たる4歳児から小学校入学前までの幼児を対象読者とする。前身は1936年12月創刊の『講談社の繪本』（こうだんしゃのえほん）。これが、1938年3月に雑誌扱いとなり、のち『コドモヱバナシ』（こどもえばなし）から戦後の『こどもクラブ』、『幼稚園くらぶ』（ようちえんくらぶ）を経て現在に至る。『たの幼』（たのよう）と略す。

## 略歴
- 1936年（昭和11年）12月 - 『講談社の繪本』創刊、当初は絵本のシリーズであった。
- 1942年（昭和17年） - 前年1941年（昭和16年）2月刊の『子供ヱバナシ』（講談社の繪本170）[2] を経て、月刊誌『コドモヱバナシ』としてスピンオフ[3]。
- 1947年（昭和22年）4月、『こどもクラブ』として新しく創刊、4月号を「第1巻第1号」とする[4]。
- 1955年（昭和30年）12月、同誌名は同年11月の「第11巻第14号」をもって終了する[4]。
- 1956年（昭和31年）1月、『幼稚園くらぶ』と改称、1月号を「第12巻第1号」とする[5]。同誌名は同年11月の「第12巻第13号」をもって終了、同年12月の「第12巻第14号」から『たのしい幼稚園』と改称する[6][7]。以来、現行。

## 概要
主に年中・年長児に当たる4歳から小学校入学前の幼児をターゲットとし、絵本、図鑑、子供達に人気が高いテレビアニメや特撮の情報で構成される。競合誌は『（小学館の）幼稚園』（小学館発行、以下『幼稚園』）であり、本誌の方が後発である。
本誌は小中学生向け少女漫画雑誌『なかよし』発祥の『キャンディ・キャンディ』、『美少女戦士セーラームーンシリーズ』（テレビアニメ版第1作第5期『セーラースターズ』まで及び実写版）、『カードキャプターさくら』や、アニメオリジナルの『おジャ魔女どれみシリーズ』といった女の子に絶大な人気を誇った作品を本誌や『おともだち』が幼児誌としては独占的に取り上げており 、伝統的に女児向けアニメのコンテンツに強く、読者に占める女児比率が高いのが特徴である。
2004年以降は未就学児の女の子で特に人気が高い『プリキュアシリーズ』 の記事を本誌や、3歳児前後をターゲットとする姉妹誌の『おともだち』が看板コンテンツとして独占的に取り上げており、誌面も『プリキュアシリーズ』のキャラクターが大々的に掲載された表紙や、手鏡及び他の付録へのデコレーション用のラインストーンなどといった明らかに女の子だけ対象とした付録が多くなっている。競合誌の『幼稚園』より女児向けに特化した影響もあってか、2009年度から2022年夏までは発行部数で優位に立っていて、公式サイト等では「4-6歳向けNo.1雑誌」という記載も見られた。
その一方で、2010年代以降の男児向けアニメや、東映の『スーパー戦隊シリーズ』や『仮面ライダーシリーズ』といった特撮ドラマのコンテンツは男児向け姉妹誌の『テレビマガジン』にシフトさせているためか大幅に少ない。特撮ドラマのコンテンツはかつては多かったものの、2000年代初頭以降は本誌で掲載されていた円谷プロの『ウルトラシリーズ』や、カプコンの『ロックマンシリーズ』などが、2000年代初頭以降は小学館の幼児誌のみへのシフトを進め、本誌から撤退した結果、本誌が掲載権を独占している作品がほとんど無くなっている。『デジタルモンスター（デジモン）シリーズ』に関しては、漫画版は一ツ橋グループの集英社の雑誌『Vジャンプ』に掲載されているが、小学館児童誌の看板コンテンツである『ポケットモンスター（ポケモン）シリーズ』と競合するため、幼児誌での展開に関しては本誌を含む講談社の幼児誌が掲載権を独占する形で掲載された。
親の世代にも親しみのある、ファミリー・一般向けアニメのキャラクターについては、講談社とウォルト・ディズニー・カンパニーとの提携関係を活かし、『ミッキー&フレンズ』や『ディズニープリンセス』などの「ディズニーキャラクター」が多数掲載されている。かつてはディズニー関連記事の独占掲載権も持っていたが、2000年代中盤以降はかつてのような排他的な関係ではなくなっている。それでも映画『アナと雪の女王』のヒットを機に女の子向けに「ディズニープリンセス」関連のコンテンツを強化し、『プリキュアシリーズ』とともに女の子読者の獲得に寄与している。
学習向けコンテンツはIQドリルやひらがな練習ドリル・工作ドリルが掲載されている。
付録は価格が600円台であった2000年代は競合誌の『幼稚園』と比べるとやや質素であった。CDやDVDが付録になる場合があるものの、その頻度は『幼稚園』に比べると少なく、DVDは2009年12月号に、初めてフレッシュプリキュア!の付録DVDが付いた。また1年後2010年12月号及び2011年1月号でハートキャッチプリキュア!のDVDも付録として付いた。そのためDVDが付いたのは、現在のところプリキュアシリーズのみに留まっている。しかし、過去には2006年2月号のように『ふたりはプリキュア』の電池時計とCDが同時に付いたケースもある。
2010年代後半以降、付録は完全に女の子に特化した内容となり、競合誌の『幼稚園』に引けを取らないほど豪華になる代わりに大幅に値上げされ、価格が1000円を超えることが増加した。2021年5月発売の6・7月号からは発行間隔が間引かれて隔月刊（2ヶ月毎）となった。（競合誌の『幼稚園』も2020年発売の6・7月号で間引きが始まり、2022年から一部を除いて隔月刊化）。また2020年夏をもって女の子向けに特化した増刊の『たの幼ひめぐみ』の発売を終了した。
2022年以降は付録がおもちゃとして使える本格的なものになった一方で、価格が1500円を超えることが常態化し、発売時期がそれぞれ"年末年始商戦"、"新入学・進級商戦"に当たり、『プリキュアシリーズ』が新シリーズに入れ替わる時期をまたぐ2月号、3月号を除き、3ヶ月毎の季刊（夏休みに当たる7・8月号は隔月刊）に発行間隔が間引かれている。2022年秋には発行部数（日本雑誌協会公表）で『幼稚園』に抜かれた。
公式サイトは2009年頃（開設時期不明）に旧公式サイトが更新停止の後閉鎖された後、暫く公式サイトは開設されなかったが、2011年3月より「講談社こども倶楽部」という講談社の子供向け雑誌総合サイトを開設。2023年現在は姉妹誌『おともだち』の公式サイトとともに小学3年生までの女児向け雑誌総合サイト「Aneひめ.net」内に内包されている。

### 増刊
刊行中
- Aneひめ

2016年9月に、本誌及び『たの幼ひめぐみ』より年齢層が高めかつ『なかよし』より低めに設定し、小学1・2・3年生の女の子をターゲットにした増刊として発売された。2017年3月には第2号が発売された。完全に『ぷっちぐみ』との競合誌で、女子小学生以上に人気が高い『ディズニープリンセス』、『サンリオキャラクター』、『すみっコぐらし』の記事が主体で、おしゃれ系の記事も副次的に扱っている。一方で本誌や『たの幼ひめぐみ』で看板コンテンツである『プリキュアシリーズ』の記事はごく一部に留まる。
休刊中
- たの幼ひめぐみ

2007年12月に『おともだち』増刊の『おともだちピンク』と同じく、女の子のみを対象とした雑誌として発売された。対象年齢は『おともだちピンク』と比べると高いが『なかよし』よりは低い、主に年中児〜小学校低学年を対象としている。そのため『ぷっちぐみ』（小学館発行）と一部競合するが、漫画の掲載は少なく、絵本が主体である。掲載キャラクターは基本的に本誌や『おともだちピンク』と同一の女の子向けキャラクターが網羅されているが、第8号まではそれに加えて『チーズスイートホーム』 が掲載されていた。比較的豪華な付録が付いており、価格は880円と本誌や『ぷっちぐみ』より高めである（第4号のみ790円に設定されていた）。2020年まで不定期ながら続刊し、第47号まで発行された。価格は1200円まで値上げされていた。第1号から一貫して『プリキュアシリーズ』の（発刊されたときの最新作に当たる)主人公 が表紙を飾っていた。
- たの幼ゆめぐみ

2008年3月に、幼稚園入園準備雑誌として発売された。付録がCD-ROM化されており、手持ちのプリンターで印刷して使用する。第1号限りであった。
- たのしい一年生

『学習幼稚園』（小学館発行）に対抗するために増刊として発行された小学入学準備雑誌である。本誌と同じく、アニメ・特撮のキャラクターが使用されている。なお、2006年度の分は『かしこい一年生』を名乗っていた。かつて『たのしい一年生』は小学1年生向けに定期的に刊行されており、小学館の『小学一年生』の競合誌であった。しかし、2008年度以降は『たのしい一年生』は一度も発刊されずに休刊状態となり、その代替として『たのしい幼稚園』には、小学館が発行する学習雑誌である『小学一年生』・『入学準備小学一年生』の広告が掲載されており、講談社と小学館が協力して『たのしい幼稚園』読者の『小学館の学習雑誌』への移行を図る形を採っている。
かつて存在した学年誌については、たのしい一年生を参照
- 別冊たのしい幼稚園

1972年8月から1973年10月まで刊行されていた月刊誌。1965年に発売されたテレビ人形劇『ひょっこりひょうたん島』特集増刊号以後、1970年代にかけて刊行されていたテレビキャラクター特集誌の流れを汲んでおり、『テレビマガジン』と同様のテレビ情報誌としても位置づけられていた。変身ブームの衰退やオイルショックの影響により、1年あまりで休刊となった。

## 現在行われている掲載作品
※（）内は掲載期間を表す。
- ウルトラシリーズ（最新作は『ウルトラマン ニュージェネレーション スターズ』）※（1966年2月号 -）
- リカちゃん※（1966年 - 不明、2007年4月号 - 、『ひめぐみ』第1 - 10、12号 -）
- 仮面ライダーシリーズ（最新作は『仮面ライダーガヴ』）※（1971年5月号 -）
- スーパー戦隊シリーズ（最新作は『ナンバーワン戦隊ゴジュウジャー』※（1979年3月号 -）
- ミッキー&フレンズ※（1983年の東京ディズニーランド開園以降? -）
- くまのプーさん※（1983年の東京ディズニーランド開園以降? -）
- ディズニープリンセス（2000年代初頭 - 、『ひめぐみ』第1号 -）
- プリキュアシリーズ（最新作は『キミとアイドルプリキュア♪』）（2004年3月号 - 、『ひめぐみ』第1号 -）
- シナモロール[注釈 14]（2008年6月号 -）
- ハローキティ※（2010年6月号 -）
- みいつけた!※（2010年9月号 -）
- こえだちゃん（不明 - 2007年3月号、2011年6月号 -）
- すみっコぐらし※（2012年 -）
- シルバニアファミリー※（2017年11月号-）
- あつまれ どうぶつの森※（2020年5月号-）
- 桃太郎電鉄（2021年1月号 - ）
- ゴー!ゴー!キッチン戦隊クックルン（2021年10月号 - ）
- ちいかわ（2021年10月号 - ）
- 星のカービィ※（2022年12月号 - ）

## 過去に行っていた掲載作品

### 1960年代掲載
- ひょっこりひょうたん島（オリジナル版のみ掲載）※（1964年 - 1969年）
- 宇宙少年ソラン（1965年6月号 - 1966年4月号）
- ウルトラシリーズ（帰ってきたウルトラマンからウルトラマンレオまで未掲載）
  - ウルトラQ※（1966年2月号 - 7月号）
  - ウルトラマン※（1966年8月号 - 1967年5月号）
  - ウルトラセブン※（1967年11月号 - 1968年10月号）
  - ウルトラマン80※（1980年5月号 - 1981年4月号）
  - ウルトラマンパワード（1995年5月号 - 7月号）
  - ウルトラマンG※（1995年8月号 - 10月号）
  - ウルトラマンティガ（1996年10月号 - 1997年9月号）
  - ウルトラマンダイナ（1997年10月号 - 1998年9月号）
  - ウルトラマンガイア（1998年10月号 - 1999年9月号）
  - ウルトラマンコスモス※（2001年8月号 - 2002年10月号）
  - ウルトラマンネクサス※（2004年11月号 - 2005年7月号）
  - ウルトラマンマックス※（2005年8月号 - 2006年4月号）
  - ウルトラマンメビウス※（2006年5月号 - 2007年4月号）
  - ウルトラゼロファイト（2012年9月号、10月号、2013年1月号 - 4月号）
  - ウルトラマンギンガ（2013年8月号 - 2014年7月号）
  - ウルトラマンギンガS（2014年7月号 - 2015年2月号）
  - ウルトラファイトビクトリー（2015年5月号 - 2015年7月号）
  - ウルトラマンX（2015年8月号 - 2016年2月号）
  - ウルトラマンオーブ（2016年8月号 - 2017年2月号）
  - ウルトラマンゼロ THE CHRONICLE（2017年3月号 - 2017年7月号）
  - ウルトラマンジード（2017年8月号 - 2018年2月号）
  - ウルトラマンオーブ THE CHRONICLE（2018年3月号 - 2018年7月号）
  - ウルトラマンR/B（2018年8月号 - 2019年2月号）
  - ウルトラマンタイガ（2019年8月号 - 2020年1月号）
  - ウルトラマンZ（2020年8月号 - 2021年1月号）
  - ウルトラマントリガー（2021年8月号 - 2022年2月号）
  - ウルトラマンデッカー（2022年8月号 - 2023年2月号）
  - ウルトラマンブレーザー（2023年8月号 - 2024年2月号）
  - ウルトラマンアーク（2024年8月号 - 2025年2月号）
- ハリスの旋風（少年誌『週刊少年マガジン』から参加）（1966年6月号 - 1967年8月号）
  - 国松さまのお通りだい（1971年11月号 - 1972年10月号）
- 魔法使いサリーシリーズ※（1967年1月号 - 1969年1月号、1989年11月号 - 1991年10月号）
- ちびっこ怪獣ヤダモン（1967年11月号 - 1968年4月号）
- ゲゲゲの鬼太郎シリーズ（ゲゲゲの鬼太郎  アニメ第2作のみ未掲載）
  - ゲゲゲの鬼太郎 アニメ第1作（1968年2月号 - 1969年4月号）
  - ゲゲゲの鬼太郎 アニメ第3作（1985年11月号 - 1988年4月号）
  - ゲゲゲの鬼太郎 アニメ第4作（1996年2月号 - 1998年4月号）
  - ゲゲゲの鬼太郎 ねこむすめだニャン（第5作目のスピンオフ作品）（2007年6月号 - 2009年4月号）
- 鉄腕アトムシリーズ
  - 鉄腕アトム※（1968年5月号 - 1969年1月号）
  - 鉄腕アトム アニメ第2作※（1980年11月号 - 1982年1月号）
- あかねちゃん（少女誌『少女フレンド』から参加）（1968年5月号 - 10月号）
- ジョー90（1968年11月号 - 1969年4月号）
- ひみつのアッコちゃんシリーズ※（第2・3シリーズは本誌のみ）（1969年2月号 - 1970年11月号、1988年11月号- 1990年1月号、1998年5月号 - 1999年3月号）
- タイガーマスク（少年誌『週刊少年マガジン』から参加）（1969年11月号 - 1971年10月号）
  - タイガーマスクII世（少年誌『週刊少年マガジン』から参加）（1981年5月号 - 1982年2月号）
- ハクション大魔王（1969年11月号 - 1970年10月号）
- ムーミン（1969年11月号 - 1971年1月号、1972年2月号 - 1973年1月号）

### 1970年代掲載
- モジャ公※（1970年1月号 - 1970年12月号）
- あしたのジョー（少年誌『週刊少年マガジン』から参加）（1970年5月号 - 1971年10月号）
- スペクトルマン（1971年2月号 - 1972年4月号）
- 仮面ライダーシリーズ（仮面ライダーBLACKのみ未掲載）
  - 仮面ライダー（1971年5月号 - 1973年2月号）
  - 仮面ライダーV3（1973年3月号 - 1974年2月号）
  - 仮面ライダーX（1974年3月号 - 10月号）
  - 仮面ライダーアマゾン（1974年11月号 - 1975年4月号）
  - 仮面ライダーストロンガー（1975年5月号 - 1976年1月号）
  - 仮面ライダー （新）（1979年11月号 - 1980年10月号）
  - 仮面ライダースーパー1（1980年11月号 - 1981年10月号）
  - 仮面ライダーZX（1982年 - 1984年頃）
  - 仮面ライダーBLACK RX（1988年11月号 - 1989年10月号）- ※前作「BLACK」は未掲載[10]。
  - 仮面ライダークウガ※（2000年2月号 - 2001年2月号）
  - 仮面ライダーアギト※（2001年2月号 - 2002年2月号）
  - 仮面ライダー龍騎※（2002年2月号 - 2003年2月号）
  - 仮面ライダー555（ファイズ）※（2003年2月号 - 2004年2月号）
  - 仮面ライダー剣（ブレイド）※（2004年2月号 - 2005年2月号）
  - 仮面ライダー響鬼※（2005年2月号 - 2006年2月号）
  - 仮面ライダーカブト※（2006年2月号 - 2007年2月号）
  - 仮面ライダー電王※（2007年2月号 - 2008年2月号）
  - 仮面ライダーキバ※（2008年2月号 - 2009年2月号）
  - 仮面ライダーディケイド※（2009年1月号 - 9月号）
  - 仮面ライダーW※（2009年9月号 - 2010年9月号）
  - 仮面ライダーオーズ/OOO※（2010年9月号 - 2011年9月号）
  - 仮面ライダーフォーゼ※（2011年9月号 - 2012年9月号）
  - 仮面ライダーウィザード※(2012年9月号 - 2013年9月号）
  - 仮面ライダー鎧武/ガイム※(2013年9月号 - 2014年9月号）
  - 仮面ライダードライブ※(2014年9月号 - 2015年9月号）
  - 仮面ライダーゴースト※(2015年9月号 - 2016年9月号）
  - 仮面ライダーエグゼイド※(2016年9月号 - 2017年9月号)
  - 仮面ライダービルド※(2017年9月号 - 2018年9月号)
  - 仮面ライダージオウ※(2018年9月号 - 2019年9月号）
  - 仮面ライダーゼロワン※(2019年9月号 - 2020年9月号）
  - 仮面ライダーセイバー※(2020年9月号 - 2021年9月号）
  - 仮面ライダーリバイス※(2021年9月号 - 2022年9月号）
  - 仮面ライダーギーツ※(2022年10月号 - 2023年9月号）
  - 仮面ライダーガッチャード※(2023年10月号 - 2024年9月号）
- 好き! すき!! 魔女先生（1971年11月号 - 1972年4月号）
- 天才バカボン（1971年10月号 - 1972年7月号）
  - 元祖天才バカボン（1975年11月号 - 1977年10月号）
  - 平成天才バカボン（1990年2月号- 1991年1月号）
  - レレレの天才バカボン（1999年11月号 - 2000年4月号）
- 海のトリトン(手塚治虫)（大手紙産経新聞から参加）（1972年5月号 - 9月号）
- 超人バロム・1（1972年5月号 - 12月号）
- 変身忍者 嵐（1972年5月号 - 1973年3月号）
- 魔法使いチャッピー（1972年5月号 - 1973年1月号）
- デビルマン（1972年8月号 - 1973年4月号）
- トリプルファイター※（1972年8月号 - 1973年1月号）
- レインボーマン（1972年11月号 - 1973年10月号）
- 行け!ゴッドマン（1972年11月号 - 1973年10月号）
- ハゼドン（1972年11月号 - 1973年4月号）
- マジンガーシリーズ（1973年1月号 - 1976年3月号）
  - マジンガーZ（1973年1月号 - 1974年9月号）
  - グレートマジンガー（1974年10月号 - 1975年10月号）
  - UFOロボ グレンダイザー（1975年11月号 - 1976年3月号）
- バビル2世（秋田書店の少年誌『週刊少年チャンピオン』から参加）（1作目のみ掲載）（1973年2月号 - 10月号）
- 白獅子仮面（1973年5月号 - 7月号）
- バロンシリーズ（1973年8月号 - 1974年4月号、1974年11月号 - 1975年4月号、1977年5月号 - 1978年1月号）
  - スーパーロボット レッドバロン（1973年8月号 - 1974年4月号）
  - スーパーロボット マッハバロン（1974年11月号 - 1975年4月号）
  - 小さなスーパーマン ガンバロン（1977年5月号 - 1978年1月号）
- ひらけ!ポンキッキ※（1973年5月号 - 1970年代後半）
- 流星人間ゾーン（1973年5月号 - 10月号）
- ロボット刑事（1973年5月号 - 10月号）
- キューティーハニー（秋田書店の少年誌『週刊少年チャンピオン』から参加）（初代のみ掲載）（1973年11月号 - 1974年4月号）
- 新造人間キャシャーン（1973年11月号 - 1974年7月号）
- ゼロテスター（1973年11月号 - 1975年1月号）
- 鉄人タイガーセブン（1973年11月号 - 1974年4月号）
- 冒険コロボックル（1973年11月号 - 1974年4月号）
- 電人ザボーガー（1974年5月号 - 7月号）
- 星の子チョビン（1974年5月号 - 10月号）
- ジムボタン（1974年11月号 - 1975年4月号）
- 破裏拳ポリマー（1974年11月号 - 1975年4月号）
- まんが日本昔ばなし（1975年2月号 - 4月号、1976年2月号 - 1994年10月号）
- 少年徳川家康（1975年5月号 - 10月号）
- 勇者ライディーン（1975年5月号 - 1976年4月号）
- 宇宙の騎士テッカマン（1975年8月号 - 1976年1月号）
- アクマイザー3（1975年11月号 - 1976年7月号）
  - 超神ビビューン（1976年8月号 - 1977年4月号）
- アラビアンナイト シンドバットの冒険（1975年11月号 - 1976年10月号）
- わんぱく大昔クムクム（1975年11月号 - 1976年4月号）
- 一休さん（1975年11月号 - 1982年7月号）
- マグネロボシリーズ（1975年11月号 - 1978年4月号）
  - 鋼鉄ジーグ（1975年11月号 - 1976年9月号）
  - ゴワッパー5 ゴーダム（1976年5月号 - 1977年1月号）
  - マグネロボ ガ・キーン（1976年10月号 - 1977年7月号）
  - 超人戦隊バラタック（1977年8月号 - 1978年4月号）
- 宇宙鉄人キョーダイン（1976年5月号 - 1977年4月号）
  - 大鉄人17（1977年4月号 - 12月号）
- 大空魔竜ガイキング（1976年5月号 - 1977年2月号）
- 忍者キャプター（1976年5月号 - 1977年2月号）
- ぐるぐるメダマン（1976年8月号 - 1977年2月号）
- 円盤戦争バンキッド（1976年11月号 - 1977年4月号）
- キャンディキャンディ（少女誌『なかよし』から参加）（1976年11月号 - 1979年3月号）
- バトルホーク（1976年11月号 - 1977年4月号）
- 快傑ズバット（1977年3月号 - 10月号）
- ジェッターマルス（1977年3月号 - 10月号）
- 惑星ロボ ダンガードA（1977年4月号 - 1978年4月号）
- 超合体魔術ロボ ギンガイザー※（1977年5月号 - 11月号）
- 氷河戦士ガイスラッガー※（1977年5月号 - 10月号）
- おれは鉄兵（少年誌『週刊少年マガジン』から参加）（1977年10月号 - 1978年4月号）
- 冒険ファミリー ここは惑星0番地※（1977年10月号 - 1978年2月号）
- 飛べ!孫悟空（1977年11月号 - 1979年4月号）
- 宇宙海賊キャプテンハーロック（1978年4月号 - 1979年3月号）
- SF西遊記スタージンガー（1978年5月号 - 1979年9月号）
- UFO大戦争 戦え! レッドタイガー（1978年5月号 - 1979年1月号）
- スパイダーマン（1978年6月号 - 1979年4月号）
- 無敵鋼人ダイターン3（1978年7月号 - 1979年4月号）
- 宇宙からのメッセージ・銀河大戦※（1978年8月号 - 1979年2月号）
- キャプテン・フューチャー（1978年12月号 - 1980年1月号）
- スーパー戦隊シリーズ（1979年3月号 - ）
  - バトルフィーバーJ（1979年3月号 - 1980年2月号）
  - 電子戦隊デンジマン※（1980年3月号 - 1981年2月号）
  - 太陽戦隊サンバルカン※（1981年3月号 - 1982年2月号）
  - 大戦隊ゴーグルファイブ※（1982年3月号 - 1983年2月号）
  - 科学戦隊ダイナマン※（1983年3月号 - 1984年2月号）
  - 超電子バイオマン※（1984年3月号 - 1985年2月号）
  - 電撃戦隊チェンジマン※（1985年3月号 - 1986年3月号）
  - 超新星フラッシュマン※（1986年4月号 - 1987年3月号）
  - 光戦隊マスクマン※（1987年4月号 - 1988年3月号）
  - 超獣戦隊ライブマン※（1988年4月号 - 1989年3月号）
  - 高速戦隊ターボレンジャー※（1989年4月号 - 1990年3月号）
  - 地球戦隊ファイブマン※（1990年4月号 - 1991年2月号）
  - 鳥人戦隊ジェットマン※（1991年3月号 - 1992年2月号）
  - 恐竜戦隊ジュウレンジャー※（1992年3月号 - 1993年2月号）
  - 五星戦隊ダイレンジャー※（1993年3月号 - 1994年2月号）
  - 忍者戦隊カクレンジャー※（1994年3月号 - 1995年3月号）
  - 超力戦隊オーレンジャー※（1995年4月号 - 1996年3月号）
  - 激走戦隊カーレンジャー※（1996年4月号 - 1997年2月号）
  - 電磁戦隊メガレンジャー※（1997年3月号 - 1998年2月号）
  - 星獣戦隊ギンガマン※（1998年3月号 - 1999年2月号）
  - 救急戦隊ゴーゴーファイブ※（1999年3月号 - 2000年2月号）
  - 未来戦隊タイムレンジャー※（2002年3月号 - 2001年2月号）
  - 百獣戦隊ガオレンジャー※（2001年3月号 - 2002年2月号）
  - 忍風戦隊ハリケンジャー※（2002年3月号 - 2003年2月号）
  - 爆竜戦隊アバレンジャー※（2003年3月号 - 2004年2月号）
  - 特捜戦隊デカレンジャー※（2004年3月号 - 2005年2月号）
  - 魔法戦隊マジレンジャー※（2005年3月号 - 2006年2月号）
  - 轟轟戦隊ボウケンジャー※（2006年3月号 - 2007年2月号）
  - 獣拳戦隊ゲキレンジャー※（2007年3月号 - 2008年2月号）
  - 炎神戦隊ゴーオンジャー※（2008年3月号 - 2009年2月号）
  - 侍戦隊シンケンジャー※（2009年3月号 - 2010年2月号）
  - 天装戦隊ゴセイジャー※（2010年3月号 - 2011年2月号）
  - 海賊戦隊ゴーカイジャー※（2011年3月号 - 2012年2月号）
  - 特命戦隊ゴーバスターズ※（2012年3月号 - 2013年2月号）
  - 獣電戦隊キョウリュウジャー※（2013年3月号 - 2014年2月号）
  - 烈車戦隊トッキュウジャー※（2014年3月号 - 2015年2月号）
  - 手裏剣戦隊ニンニンジャー※（2015年3月号 - 2016年2月号）
  - 動物戦隊ジュウオウジャー※（2016年3月号 - 2017年2月号）
  - 宇宙戦隊キュウレンジャー（2017年3月号 - 2018年2月号）
  - 快盗戦隊ルパンレンジャーVS警察戦隊パトレンジャー(2018年3月号 - 2019年2月号)
  - 4週連続スペシャル スーパー戦隊最強バトル!!（2019年3月号）
  - 騎士竜戦隊リュウソウジャー※（2019年4月号 - 2020年2月号）
  - 魔進戦隊キラメイジャー※（2020年3月号 - 2021年3月号）
  - 機界戦隊ゼンカイジャー※（2021年4月号 - 2022年3月号）
  - 暴太郎戦隊ドンブラザーズ※（2022年4月号 - 2023年3月号）
  - 王様戦隊キングオージャー※（2023年4月号 - 2024年3月号）
  - 爆上戦隊ブンブンジャー※（2024年4月号 - 2025年3月号）
- 機動戦士ガンダム（1979年5月号 - 1980年2月号）
- ザ☆ウルトラマン※（1979年5月号 - 1980年4月号）
- 円卓の騎士物語 燃えろアーサー（1979年10月号 - 1980年4月号）
  - 燃えろアーサー 白馬の王子（1980年5月号 - 10月号）
- 銀河鉄道999（1979年10月号 - 1981年5月号）

### 1980年代掲載
- 無敵ロボ トライダーG7（1980年3月号 - 1981年2月号）
- 伝説巨神イデオン（1980年6月号 - 1981年2月号）
- 太陽の使者 鉄人28号（1980年11月号 - 1981年10月号）
- 最強ロボ ダイオージャ（1981年2月号 - 1982年1月号）
- 黄金戦士ゴールドライタン（1981年4月号 - 1982年3月号）
- おはよう!スパンク（少女誌『なかよし』から参加）（1981年4月号 - 1982年6月号）
- 東映不思議コメディーシリーズ（1981年11月号 - 1993年11月号）
  - ロボット8ちゃん（1981年11月号 - 1982年10月号）
  - バッテンロボ丸（1982年11月号 - 1983年10月号）
  - ペットントン（1983年11月号 - 1984年9月号）
  - どきんちょ!ネムリン（1984年10月号 - 1985年4月号）
  - 勝手に!カミタマン（1985年5月号 - 1986年4月号）
  - もりもりぼっくん※（1986年5月号 - 1987年1月号）
  - おもいっきり探偵団 覇悪怒組※（1987年2月号 - 1988年1月号）
  - じゃあまん探偵団 魔隣組※（1988年2月号 - 1989年1月号）
  - 魔法少女ちゅうかなぱいぱい!※（1989年2月号 - 7月号）
  - 魔法少女ちゅうかないぱねま!※（1989年8月号 - 1990年1月号）
  - 美少女仮面ポワトリン※（1990年2月号 - 1991年1月号）
  - 不思議少女ナイルなトトメス※（1991年2月号 - 1992年1月号）
  - うたう!大龍宮城※（1992年2月号 - 1993年1月号）
  - 有言実行三姉妹シュシュトリアン※（1993年2月号 - 11月号）
- ワンワン三銃士（1981年11月号 - 1982年4月号）
- 科学救助隊テクノボイジャー（1982年5月号 - 10月号）
- メタルヒーローシリーズ（1982年5月号 - 1999年2月号）
  - 宇宙刑事ギャバン（1982年5月号 - 1983年3月号）
  - 宇宙刑事シャリバン※（1983年4月号 - 1984年3月号）
  - 宇宙刑事シャイダー（1984年4月号 - 1985年4月号）
  - 巨獣特捜ジャスピオン（1985年4月号 - 1986年4月号）
  - 時空戦士スピルバン（1986年5月号 - 1987年4月号）
  - 超人機メタルダー（1987年4月号 - 1988年2月号）
  - 世界忍者戦ジライヤ（1988年2月号 - 1989年2月号）
  - 機動刑事ジバン（1989年2月号 - 1990年2月号）
  - 特警ウインスペクター※（1990年2月号 - 1991年2月号）
  - 特救指令ソルブレイン※（1991年2月号 - 1992年2月号）
  - 特捜エクシードラフト※（1992年2月号 - 1993年2月号）
  - 特捜ロボ ジャンパーソン※（1993年2月号 - 1994年2月号）
  - ブルースワット※（1994年2月号 - 1995年2月号）
  - 重甲ビーファイター※（1995年2月号 - 1996年3月号）
  - ビーファイターカブト※（1996年4月号 - 1997年3月号）
  - ビーロボカブタック※（1997年4月号 - 1998年3月号）
  - テツワン探偵ロボタック※（1998年4月号 - 1999年2月号）
- とんでモン・ペ（1982年7月号 - 1983年4月号）
- The・かぼちゃワイン（少年誌『週刊少年マガジン』から参加）（1982年8月号 - 1984年9月号）
- 聖戦士ダンバイン（1983年3月号 - 1984年2月号）
- イーグルサム（1983年5月号 - 1984年4月号）
- ななこSOS（光文社の漫画誌『ジャストコミック』から参加）（1983年5月号 - 1984年1月号）
- ベムベムハンターこてんぐテン丸（児童向けコミック誌『コミックボンボン』から参加）（1983年6月号 - 11月号）
- 魔法の天使クリィミーマミ※（少女誌『月刊キャロル』から参加）（1983年8月号 - 1984年7月号）
- 銀河漂流バイファム（1983年11月号 - 1984年10月号）
- とんがり帽子のメモル（少女誌『月刊キャロル』から参加）（1984年4月号 - 1985年3月号）
- 兄弟拳バイクロッサー※（1985年2月号 - 10月号）
- はーいステップジュン（少年誌『マガジンSPECIAL』から参加）（1985年4月号 - 1986年1月号）
- 超獣機神ダンクーガ（1985年5月号 - 1986年1月号）
- コンポラキッド（児童向けコミック誌『コミックボンボン』から参加）（1985年7月号 - 1986年1月号）
- トランスフォーマーシリーズ（1985年8月号 - 1990年1月号、1997年11月号 - 2001年1月号）
  - 戦え!超ロボット生命体トランスフォーマー（1985年8月号 - 1986年11月号）
  - 戦え!超ロボット生命体トランスフォーマー2010（1986年12月号 - 1987年7月号）
  - トランスフォーマー ザ☆ヘッドマスターズ（1987年8月号 - 1988年4月号）
  - トランスフォーマー 超神マスターフォース（1988年5月号 - 1989年3月号）
  - 戦え!超ロボット生命体 トランスフォーマーV（1989年4月号 - 1990年1月号）
  - トランスフォーマーZ（不明）
  - ビーストウォーズ 超生命体トランスフォーマー※（1997年11月号 - 1998年4月号）
  - ビーストウォーズII 超生命体トランスフォーマー※（1998年5月号 - 1999年2月号）
  - ビーストウォーズネオ 超生命体トランスフォーマー※（1999年3月号 - 10月号）
  - ビーストウォーズメタルス 超生命体トランスフォーマー※（1999年11月号 - 2000年4月号）
  - トランスフォーマー カーロボット※（2000年5月号 - 2001年1月号）
- メイプルタウン物語（1986年2月号 - 1987年1月号）
  - 新メイプルタウン物語 パームタウン編（1987年2月号 - 1988年1月号）
- 剛Q超児イッキマン（1986年4月号 - 12月号）
- ウルトラマンキッズのことわざ物語（1986年5月号 - 12月号）
- あんみつ姫（アニメ版）（1986年11月号 - 1987年10月号）
- ドテラマン（1986年11月号 - 1987年3月号）
- ドリモグだァ!!（1986年11月号 - 1987年11月号）
- 仮面の忍者 赤影（秋田書店の少年誌『週刊少年チャンピオン』から参加）※（1987年11月号 - 1988年4月号）
- グリム名作劇場（1987年11月号 - 1988年4月号）
  - 新グリム名作劇場（1988年11月号 - 1989年4月号）
- のらくろクン（児童向けコミック誌『コミックボンボン』から参加）（1987年11月号 - 1988年10月号）
- レディレディ!!（秋田書店の少女誌『ひとみ』から参加）（1987年11月号 - 1988年4月号）
  - ハロー!レディリン（秋田書店の少女誌『ひとみ』から参加）（1988年6月号 - 1989年2月号）
- おそ松くん（第2シリーズのみ掲載）（1988年3月号 - 1990年1月号）
- ホワッツマイケル（青年誌『モーニング』から参加）（1988年5月号 - 1989年4月号）
- トッポ・ジージョ（1988年5月号 - 1989年1月号）
- 鎧伝サムライトルーパー（1988年6月号 - 1989年4月号）
- 鉄拳チンミ（少年誌『月刊少年マガジン』から参加）（1988年8月号 - 1989年1月号）
- 電脳警察サイバーコップ（1988年11月号 - 1989年8月号）
- 獣神ライガー（1989年4月号 - 1990年2月号）
- 悪魔くん（アニメ版）（1989年5月号 - 1990年4月号）
- パラソルヘンべえ（1989年11月号 - 1991年3月号）

### 1990年代掲載
- キャッ党忍伝てやんでえ（1990年3月号 - 1991年3月号）
- 勇者シリーズ（1990年3月号 - 1998年2月号）
  - 勇者エクスカイザー（1990年3月号 - 1991年2月号）
  - 太陽の勇者ファイバード（1991年3月号 - 1992年2月号）
  - 伝説の勇者ダ・ガーン（1992年3月号 - 1993年2月号）
  - 勇者特急マイトガイン※（1993年3月号 - 1994年2月号）
  - 勇者警察ジェイデッカー※（1994年3月号 - 1995年2月号）
  - 黄金勇者ゴルドラン※（1995年3月号 - 1996年2月号）
  - 勇者指令ダグオン※（1996年3月号 - 1997年2月号）
  - 勇者王ガオガイガー※（1997年3月号 - 1998年2月号）
- 楽しいムーミン一家（1990年5月号 - 1991年10月号）
  - 楽しいムーミン一家 冒険日記（1991年11月号 - 1992年10月号）
- もーれつア太郎（第2シリーズのみ掲載）（1990年5月号 - 1991年1月号）
- きんぎょ注意報!（少女誌『なかよし』から参加）（1991年2月号 - 1992年3月号）
- 魔法のプリンセス ミンキーモモ（1992年版のみ掲載）※（1991年11月号 - 1993年1月号）
- 丸出だめ夫（アニメ版）（少年誌『週刊少年マガジン』から参加）（1991年12月号 - 1992年10月号）
- 美少女戦士セーラームーン（少女誌『なかよし』から参加）（1992年4月号 - 1993年3月号）[注釈 15]
  - 美少女戦士セーラームーンR（1993年4月号 - 1994年3月号）
  - 美少女戦士セーラームーンS（1994年4月号 - 1995年3月号）
  - 美少女戦士セーラームーンSuperS（1995年4月号 - 1996年3月号）
  - 美少女戦士セーラームーンセーラースターズ（1996年4月号 - 1998年3月号）
  - 美少女戦士セーラームーン（実写版）※（2003年11月号 - 2004年10月号）
- サラダ十勇士トマトマン（1992年5月号 - 1993年4月号）
- ノンタンといっしょ※（偕成社から参加)
- カリメロ（2作目のみ掲載）（1992年11月号 - 1993年10月号）
- ミラクル☆ガールズ（少女誌『なかよし』から参加）（1993年2月号 - 1994年1月号）
- 電光超人グリッドマン※（1993年5月号 - 1994年2月号）
- 蒼き伝説 シュート!（少年誌『週刊少年マガジン』から参加）（1993年10月号 - 1995年1月号）
- 魔法騎士レイアース（少女誌『なかよし』から参加）（1994年11月号 - 1995年12月号）
- 魔法陣グルグル（スクウェア・エニックスの少年誌『月刊少年ガンガン』から参加）（1994年11月号 - 1995年10月号）
- あずきちゃん（少女誌『なかよし』から参加）（1995年5月号 - 1998年4月号）
- ぼのぼの（竹書房の4コマ漫画誌『まんがくらぶ』・『まんがライフ』から参加）（1995年5月号 - 1996年4月号）
- 怪盗セイント・テール（少女誌『なかよし』から参加）（1995年11月号 - 1996年10月号）
- 超光戦士シャンゼリオン（1996年5月号 - 1997年1月号）
- 魔法少女プリティサミー（1997年2月号 - 1997年4月号）
- 金田一少年の事件簿（少年誌『少年マガジン』から参加）（1997年5月号 - 2000年10月号）
- 忍ペンまん丸（スクウェア・エニックスの少年誌『月刊少年ガンガン』から参加）（1997年8月号 - 1998年4月号）
- 夢のクレヨン王国（小学生向けライトノベル『青い鳥文庫』から参加）（1997年10月号 - 1999年2月号）
- がんばれゴエモン（1997年11月号 - 1998年4月号）
- アキハバラ電脳組（少女誌『なかよし』から参加）（1998年5月号 - 10月号）
- カードキャプターさくら（少女誌『なかよし』から参加）（1998年5月号 - 不明）
- たこやきマントマン（1998年5月号 - 1999年10月号）
- スーパードール★リカちゃん（少女誌『なかよし』から参加）（1998年11月号 - 1999年10月号）
- 小さな巨人 ミクロマン（1999年2月号 - 2000年1月号）
- 燃えろ!!ロボコン※（1999年2月号 - 2000年2月号）
- デジモンシリーズ（集英社の少年誌『Vジャンプ』から参加）（1999年4月号 - 2003年4月号、2006年5月号 - 2007年4月号、2010年8月号 - 2012年4月号）
  - デジモンアドベンチャー（1999年4月号 - 2000年4月号）
  - デジモンアドベンチャー02（2000年5月号 - 2001年4月号）
  - デジモンテイマーズ（2001年5月号 - 2002年4月号）
  - デジモンフロンティア（2002年5月号 - 2003年4月号）
  - デジモンセイバーズ（2006年5月号 - 2007年4月号）
  - デジモンクロスウォーズ（2010年8月号 - 2012年4月号）

### 2000年代掲載
- おジャ魔女どれみシリーズ（1999年3月号 - 2003年2月号）
  - おジャ魔女どれみ（1999年3月号 - 2000年2月号）
  - おジャ魔女どれみ♯（2000年3月号 - 2001年2月号）
  - も〜っと!おジャ魔女どれみ（2001年3月号 - 2002年2月号）
  - おジャ魔女どれみドッカ〜ン!（2002年3月号 - 2003年2月号）
  - おジャ魔女どれみナ・イ・ショ（2004年6月号）
  - 魔女見習いをさがして（2020年）
- ニャニがニャンだー ニャンダーかめん（2000年3月号 - 2001年10月号）
- だぁ!だぁ!だぁ!（少女誌『なかよし』から参加）（2000年5月号 - 2002年4月号）
- へろへろくん（児童向けコミック誌『コミックボンボン』から参加）（2000年5月号 - 2001年2月号）
- 東京ミュウミュウ（少女誌『なかよし』から参加）（2002年5月号 - 2003年4月号）
- 明日のナージャ（2003年3月号 - 2004年2月号）
- ライオンたちとイングリッシュ（NHK教育テレビの人形劇作品）（2003年5月号 - 2006年4月号）
- ぴちぴちピッチシリーズ（少女誌『なかよし』から参加）（2003年5月号 - 2005年1月号）
- 超星神シリーズ（2003年11月号 - 2006年7月号）
  - 超星神グランセイザー※（2003年11月号 - 2004年10月号）
  - 幻星神ジャスティライザー※（2004年11月号 - 2005年10月号）
  - 超星艦隊セイザーX※（2005年11月号 - 2006年7月号）
- プリキュアシリーズ（2004年3月号 - ）
  - ふたりはプリキュア（2004年3月号 - 2005年2月号）
  - ふたりはプリキュアMax Heart（2005年3月号 - 2006年2月号）
  - ふたりはプリキュア Splash Star（2006年3月号 - 2007年2月号）
  - Yes!プリキュア5（2007年3月号 - 2008年2月号）
  - Yes!プリキュア5GoGo!（2008年3月号 - 2009年2月号）
  - フレッシュプリキュア!（2009年3月号 - 2010年2月号）
  - ハートキャッチプリキュア!（2010年3月号 - 2011年2月号）
  - スイートプリキュア♪（2011年3月号 - 2012年2月号）
  - スマイルプリキュア!（2012年3月号 - 2013年2月号）
  - ドキドキ!プリキュア（2013年3月号 - 2014年2月号）
  - ハピネスチャージプリキュア!（2014年3月号 - 2015年2月号）
  - Go!プリンセスプリキュア（2015年3月号 - 2016年2月号）
  - 魔法つかいプリキュア!（2016年3月号 - 2017年2月号）
  - キラキラ☆プリキュアアラモード（2017年3月号 - 2018年2月号）
  - HUGっと!プリキュア（2018年3月号 - 2019年2月号）
  - スター☆トゥインクルプリキュア（2019年3月号 - 2020年2月号）
  - ヒーリングっど♥プリキュア（2020年3月号 - 2021年2月号）
  - トロピカル〜ジュ!プリキュア（2021年3月号 - 2022年2月号）
  - デリシャスパーティ♡プリキュア（2022年3月号 - 2023年2月号）
  - ひろがるスカイ!プリキュア（2023年3月号 - 2024年2月号）
  - わんだふるぷりきゅあ!（2024年3月号 - 2025年2月号）
- パンツぱんくろうシリーズ（NHKのおかあさんといっしょ内のショートアニメ）（2004年5月号 - 2008年3月号、2008年7月号 - 2011年4月号では『げんき』・『NHKのおかあさんといっしょ』のみで掲載）
  - パンツぱんくろう（2004年5月号 - 2006年4月号）
  - パンツコインちゃん（2006年5月号 - 2008年3月号）
- みどりのくにのこえだちゃん（2004年11月号 - 2005年10月号）
- おねがいマイメロディシリーズ
  - おねがいマイメロディ（2005年5月号 - 2006年4月号）
  - おねがいマイメロディ 〜くるくるシャッフル!〜（2006年5月号 - 2007年4月号）
  - おねがいマイメロディ すっきり♪（2007年5月号 - 2008年4月号）
  - おねがいマイメロディきららっ★（2008年5月号 - 2009年4月号）
- こてんこてんこ - 上野あつこ（2005年 - 2006年10月号）
- シュガシュガルーン（少女誌『なかよし』から参加）（2005年8月号 - 2006年7月号）
- 魔弾戦記リュウケンドー※（2006年2月号 - 2007年1月号）
- ワンワンセレプー それゆけ!徹之進（2006年2月号 - 2007年1月号）
- スパイダーライダーズ 〜オラクルの勇者たち〜（海外作品より参加）（2006年5月号 - 10月号）
- おとぎ銃士 赤ずきん（2006年8月号 - 2007年4月号）
- くいしんぼうたんてい せいやくん - 寺沢大介（2007年5月号 - 2008年3月号）
- しゅごキャラ!（少女誌『なかよし』から参加）（2007年11月号 - 2010年3月号、『ひめぐみ』第1 - 10号）
- ヤッターマン（2008年版）※（2008年2月号 - 2009年10月号）
- ココドコ トコトコ - 森井ユカ（2009年4月号 - 11月号）
- マジョまじょ ピープー - たかいよしかず（2009年4月号 - 2010年6月号）
- ピンちゃんポンちゃん だーいすき! - わたせせいぞう（2009年8月号 - 2010年1月号）
  - ピンちゃんポンちゃんとたんじょうおう - わたせせいぞう（2010年2月号 - 2011年2月号）
- チェリー&ベリー - ハタノヒヨコ（『ひめぐみ』第9 - 10号、本誌では未掲載）
- 聖闘士星矢Ω（集英社の少年誌『週刊少年ジャンプ』、秋田書店の少年誌『週刊少年チャンピオン』、角川書店の少年誌『ケロケロエース』から参加。2012年6月号 - 2014年4月号）

### 2010年代掲載
- ここたまシリーズ（2015年10月号 - 2020年10月号）
  - かみさまみならい ヒミツのここたま（2015年10月号 - 2018年9月号）
  - キラキラハッピー★ ひらけ!ここたま（2018年10月号 - 2019年10月号）
  - モノのかみさま ここたま（2019年11月号 - 2020年10月号）

### 2020年代掲載
- ミュークルドリーミー（2020年2月号 - 2022年3月号）

### 掲載開始年不明作品
- 宇宙人ピピ
- よばれてとびでて!アクビちゃん
- ケロヨン
- ビリ犬 - 藤子不二雄A
- モジャ公 - 藤子・F・不二雄
- パジャママン - 藤子不二雄
- わんぱく大昔クムクム
- バーバパパ
- こんなこいるかな（NHKのおかあさんといっしょ内のショートアニメ）
- ふたりはなかよし（同）
- ふしぎなあのこはすてきなこのこ（同）
- やんちゃるモンちゃ（同）
- ともだち8にん（同）
- 世界名作劇場※
- はりもぐハーリー※
- トムとジェリー※
- つる姫じゃ〜っ!
- スーパーマリオシリーズ※

※付きの作品は、『めばえ』『よいこ』『（小学館の）幼稚園』にも掲載されているもしくはされていた作品を表す。

## 発行部数
創刊時、20万部を発行した。
本誌1973年1月号の表紙には「100万部突破」とある。
日本雑誌協会のデータによる本誌と競合誌『幼稚園』（小学館発行）の月平均発行部数推移は以下の通りである。2007年度までは本誌が『幼稚園』と比べて劣勢であったが2009年度以降は上回っていた。しかし、2022年秋には前述のとおり、発行間隔が延びたり価格が大幅に値上げした影響もあってか『幼稚園』に再逆転された。
- 2005年度 - 21.9万部（27.7万部）
- 2007年度 - 19.9万部（26.4万部）
- 2009年度 - 19.2万部（17.5万部）
- 2011年度 - 18.6万部（12.4万部）
- 2013年度 - 18.1万部（10.4万部）
- 2015年度 - 15.9万部（11.0万部）
- 2017年度 - 14.2万部（ 9.9万部）
- 2023年1-3月期 - 7.2万部（ 8.5万部）

※（）内は『幼稚園』（小学館発行）の部数である。

## CMソング
- 「講談社の歌」
  - 作詞：野坂昭如、作曲：いずみたく、歌：楠トシエ
  - 1960年発売の10インチLP『みんなが知ってるコマーシャル・ソング集』、2007年発売のCD『“元祖コマソンの女王”楠トシエ大全』収録。

## 関連雑誌
- おともだち-派生誌 おともだちゴールド・おともだちピンク
- テレビマガジン-派生誌 テレまんがヒーローズ
- ディズニーランド - ディズニーファンに統合して休刊。
- NHKのおかあさんといっしょ

## 競合雑誌
- めばえ
- 幼稚園
- 学習幼稚園 - 小学館の学年別学習雑誌の一冊
- てれびくん
- いたずら・ぶっく

## 関連商品
何れも本誌の読者（幼稚園児）を対象としたコンピューターゲーム用教育ソフトである。
- キッズコンピュータ・ピコ用ソフト『楽しく遊んで能力アップ!! たのしい幼稚園』（バンダイ）

1994年に発売され、発売同時、本誌に掲載権を持ったバンダイが玩具販売権を持つキャラクター（二重タイアップ）が登場する。1995年（「'95年版」が後付けされている）に続編が発売された。
- ニンテンドーDS用ソフト『たのしい幼稚園 ことばとあそぼ![13]』（コンパイルハート）

ノータイアップで、本作オリジナルの擬人化動物キャラクターを登場したソフトである。CEROレーティングは、「教育・データベース」。